# Wólka Zawieprzycka
Wólka Zawieprzycka – wieś w Polsce położona w województwie lubelskim, w powiecie lubartowskim, w gminie Serniki.
| SIMC    | Nazwa   | Rodzaj    |
| ------- | ------- | --------- |
| 1020849 | Folwark | część wsi |
| 1020861 | Wygon   | część wsi |

Za Królestwa Polskiego istniała gmina Wólka Zawieprzycka.
W latach 1975–1998 miejscowość administracyjnie należała do ówczesnego województwa lubelskiego.
Wieś stanowi sołectwo gminy Serniki. Według Narodowego Spisu Powszechnego z roku 2011 wieś liczyła 315 mieszkańców.
Wierni Kościoła rzymskokatolickiego należą do parafii św. Apostołów Szymona i Judy Tadeusza w Brzostówce.